# 次锰酸盐
次锰酸根，又称锰(V)酸根，是一种锰的含氧酸根，化学式 MnO3−
4，次锰酸盐则是这种阴离子形成的盐。
次锰酸盐通常是亮蓝色的。最著名的次锰酸盐是次锰酸钾 K
3MnO
4，但次锰酸钠 Na
3MnO
4、次锰酸钡 Ba
3(MnO
4)
2和钾钡盐 KBaMnO
4都是已知的。在磷灰石和钙铁铝石的人造变种中，次锰酸根可以取代其中的磷酸根 PO3−
4。

## 历史
次锰酸根于1946年由Hermann Lux首次报告。他通过氧化钠 Na
2O、二氧化锰 MnO
2和亚硝酸钠 NaNO
2在500 °C的反应，得到了亮蓝色的次锰酸钠。他也从其氢氧化钠溶液结晶出了十水合物 Na
3MnO
4·10H
2O。

## 结构和性质
次锰酸根是四面体形的含氧酸根，结构类似硫酸根、锰酸根和高锰酸根。作为d2电子构型的四面体形分子，它在基态下为三线态。
次锰酸根呈亮蓝色，最大吸收光谱λmax = 670 nm（ε = 900 dm3 mol−1 cm−1）。

## 稳定性
次锰酸盐不稳定，会歧化成锰酸盐和二氧化锰。在pH 14下，次锰酸盐预测的电极电势如下：
MnO2−
4 + e− ⇌ MnO3−
4   E = +0.27 V
MnO3−
4 + e− + 2 H2O ⇌ MnO2 + 4 OH−   E = +0.96 V
然而，歧化反应在强碱性环境下（OH−浓度超过5–10 mol/L）会变慢。
这个歧化反应被认为有质子化的中间体 HMnO2−
4。它在反应 HMnO2−
4 ⇌ MnO3−
4 + H+中的pKa为13.7 ± 0.2。然而，K3MnO4已经和Ca2Cl(PO4)共结晶，使人们可以研究次锰酸根的紫外-可见分光光度法。

## 制备
次锰酸盐可以由亚硫酸盐、过氧化氢或扁桃酸小心还原锰酸盐而成。

## 用处
氟化钒酸锶 Sr
5(VO
4)
3F中的一些钒酸根被次锰酸根取代后，可能可用于近红外激光器中。
次锰酸钡 Ba
3(MnO
4)
2有有趣的磁性性质。

## 相关化合物
次锰酸根的共轭酸次锰酸 H
3MnO
4因为会迅速歧化而无法制备，但其第三酸度系数已通过脉冲辐解技术估计：
HMnO2−
4 ⇌ MnO3−
4 + H+   pKa = 13.7 ± 0.2
次锰酸的环酯被认为是高锰酸盐氧化烯烃的中间体。